# Coprinopsis lagopides
Coprinopsis lagopides är en svampart som först beskrevs av Petter Adolf Karsten, och fick sitt nu gällande namn av Redhead, Vilgalys & Moncalvo 2001. Coprinopsis lagopides ingår i släktet Coprinopsis och familjen Psathyrellaceae.   Inga underarter finns listade i Catalogue of Life.